# 三島衛里子
三島 衛里子（みしま えりこ、1982年11月5日 - ）は、日本の漫画家。東京都出身。女性。血液型B型。

## 経歴
大学4年時に『スピリッツ増刊』にて商業誌デビューし、卒業後に約3年間細野不二彦のアシスタントを務める。大学卒業直後に母校の系列校が選抜高等学校野球大会に出場し、阪神甲子園球場へ応援に行ったことがきっかけで高校野球に興味を持つ。その後、2008年8月に『高校球児ザワさん』で連載デビューする。「エース（汗）」で第158回スピリッツ賞、『高校球児ザワさん』で第2回サムライジャパン野球文学賞大賞受賞。

## 作品リスト
- 高校球児ザワさん（小学館『ビッグコミックスピリッツ』2008年39号 - 2013年13号、全12巻）
- 私立ブルジョワ学院女子高等部・外部生物語（秋田書店『エレガンスイブ増刊 もっと!』2012年Vol.0 - 2014年Vol.8、全1巻）
- ヨーソロー!! -宜シク候-（講談社『ヤングマガジンサード』2014年1号 - 2016年11号、全4巻）
- なんしょんなら!!お義兄さん（小学館『月刊サンデージェネックス』2017年8月号 - 2019年5月号、全3巻）